# Montgomery Gentry
Montgomery Gentry war ein amerikanisches Country-Duo aus Lexington, Kentucky. Es bestand aus Gerald Edward „Eddie“ Montgomery (* 30. September 1963) und Troy Gentry (* 5. April 1967; † 8. September 2017), der bei einem Helikopterabsturz in Medford, New Jersey auf dem Weg zu einem Konzert ums Leben kam.

## Bandgeschichte
Eddie und sein Bruder John Michael Montgomery traten schon früh mit der Country-Band ihres Vaters in ihrer Heimat Kentucky auf. Auch Troy Gentry war schon in jungen Jahren als Country-Musiker unterwegs und stieß schließlich zur Band Early Tymz der Montgomery-Brüder dazu. Später waren die drei auch in der Band Young Country zusammen, bevor John Michael seine erfolgreiche Solokarriere begann.
Eddie Montgomery und Troy Gentry machten danach als Duo weiter, zuerst unter dem Namen Deuce, dann als Montgomery Gentry. Ende der 90er Jahre wurden sie von Columbia unter Vertrag genommen, und 1999 erschien ihr Debütalbum Tattoos & Scars. Es erreichte die Top Ten der Country-Charts und kam auch in die US-Albumcharts. Es wurde über eine Million Mal verkauft. Sechs Songs daraus kamen auch in die Country-Single-Charts. 2000 wurden Montgomery Gentry von der Country Music Association (CMA) zum Duo des Jahres gewählt und waren damit die Einzigen, die zwischen 1992 und 2006 Brooks & Dunn diesen Titel streitig machen konnten.
In den folgenden Jahren steigerten die beiden Musiker ihren Erfolg kontinuierlich und mit If You Ever Stop Loving Me hatten sie 2004 ihre erste Country-Nummer-eins. Es folgten Something to Be Proud Of, Lucky Man und Back When I Knew It All. Mit ihren Hits waren Montgomery Gentry auch immer in den Billboard Hot 100 vertreten.
Im Jahr 2018 gab Montgomery bekannt, weiterhin unter dem Namen des Duos als Solomusiker aktiv bleiben zu wollen und unter dem Namen im selben Jahr zu touren. Das finale Album beider Künstler erschien am 2. Februar 2018 unter dem Namen Here's to You.

## Diskografie

### Alben
| Jahr | Titel                                           | Höchstplatzierung, Gesamtwochen, AuszeichnungChartplatzierungen (Jahr, Titel, Platzierungen, Wochen, Auszeichnungen, Anmerkungen) | Höchstplatzierung, Gesamtwochen, AuszeichnungChartplatzierungen (Jahr, Titel, Platzierungen, Wochen, Auszeichnungen, Anmerkungen) | Anmerkungen                            |
| Jahr | Titel                                           | US | Country | Anmerkungen                            |
| ---- | ----------------------------------------------- | --- | --- | -------------------------------------- |
| 1999 | Tattoos & Scars                                 | US131 Platin · (8 Wo.)US | Country10 (104 Wo.)Country | Erstveröffentlichung: 6. April 1999    |
| 2001 | Carrying On                                     | US49 Gold · (19 Wo.)US | Country6 (87 Wo.)Country | Erstveröffentlichung: 1. Mai 2001      |
| 2002 | My Town                                         | US26 Platin · (73 Wo.)US | Country3 (104 Wo.)Country | Erstveröffentlichung: 27. August 2002  |
| 2004 | You Do Your Thing                               | US10 Platin · (71 Wo.)US | Country2 (100 Wo.)Country | Erstveröffentlichung: 18. Mai 2004     |
| 2005 | Something to Be Proud of: The Best of 1999–2005 | US20 Gold · (24 Wo.)US | Country2 (78 Wo.)Country | Erstveröffentlichung: 1. November 2005 |
| 2006 | Some People Change                              | US23 (47 Wo.)US | Country5 (78 Wo.)Country | Erstveröffentlichung: 24. Oktober 2006 |
| 2008 | Back When I Knew It All                         | US20 (10 Wo.)US | Country3 (78 Wo.)Country | Erstveröffentlichung: 10. Juni 2008    |
| 2009 | For Our Heroes                                  | US11 (9 Wo.)US | Country5 (14 Wo.)Country |                                        |
| 2011 | Rebels on the Run                               | US28 (4 Wo.)US | Country9 (37 Wo.)Country | Erstveröffentlichung: 18. Oktober 2011 |
| 2012 | Playlist: The Very Best of Montgomery Gentry    | US143 (1 Wo.)US | Country18 (19 Wo.)Country | Erstveröffentlichung: 31. Januar 2012  |
| 2012 | Friends and Family (EP)                         | — | Country53 (1 Wo.)Country | Erstveröffentlichung: 23. Oktober 2012 |
| 2015 | Folks Like Us                                   | US121 (1 Wo.)US | Country13 (3 Wo.)Country | Erstveröffentlichung: 9. Juni 2015     |
| 2018 | Here’s to You                                   | US32 (1 Wo.)US | Country3 (1 Wo.)Country | Erstveröffentlichung: 2. Februar 2018  |

### Singles
| Jahr | Titel Album                                                          | Höchstplatzierung, Gesamtwochen, AuszeichnungChartplatzierungen (Jahr, Titel, Album, Platzierungen, Wochen, Auszeichnungen, Anmerkungen) | Höchstplatzierung, Gesamtwochen, AuszeichnungChartplatzierungen (Jahr, Titel, Album, Platzierungen, Wochen, Auszeichnungen, Anmerkungen) | Anmerkungen                                             |
| Jahr | Titel Album                                                          | US | Country | Anmerkungen                                             |
| ---- | -------------------------------------------------------------------- | --- | --- | ------------------------------------------------------- |
| 1999 | Hillbilly Shoes Tattoos & Scars                                      | US62 (11 Wo.)US | Country13 (20 Wo.)Country | Erstveröffentlichung: 22. Februar 1999                  |
| 1999 | Lonely and Gone Tattoos & Scars                                      | US46 (19 Wo.)US | Country5 (26 Wo.)Country | Erstveröffentlichung: 22. Juni 1999                     |
| 1999 | Daddy Won’t Sell the Farm Tattoos & Scars                            | US79 (6 Wo.)US | Country17 (21 Wo.)Country | Erstveröffentlichung: 2. November 1999                  |
| 2000 | Self Made Man Tattoos & Scars                                        | — | Country31 (20 Wo.)Country | Erstveröffentlichung: 22. April 2000                    |
| 2000 | All Night Long Tattoos & Scars                                       | — | Country31 (21 Wo.)Country | Erstveröffentlichung: August 2000 feat. Charlie Daniels |
| 2000 | Merry Christmas from the Family –                                    | — | Country38 (4 Wo.)Country |                                                         |
| 2001 | She Couldn’t Change Me Carrying On                                   | US37 (21 Wo.)US | Country2 (33 Wo.)Country | Erstveröffentlichung: 5. Februar 2001                   |
| 2001 | Cold One Comin’ On Carrying On                                       | — | Country23 (22 Wo.)Country | Erstveröffentlichung: 25. August 2001                   |
| 2002 | Didn’t I We Were Soldiers O.S.T.                                     | — | Country45 (7 Wo.)Country |                                                         |
| 2002 | My Town                                                              | US40 Gold · (20 Wo.)US | Country5 (30 Wo.)Country | Erstveröffentlichung: 3. Juni 2002                      |
| 2002 | Speed My Town                                                        | US47 (20 Wo.)US | Country5 (33 Wo.)Country | Erstveröffentlichung: 30. Dezember 2002                 |
| 2003 | Hell Yeah My Town                                                    | US45 Gold · (20 Wo.)US | Country4 (26 Wo.)Country | Erstveröffentlichung: 28. Juli 2003                     |
| 2004 | If You Ever Stop Loving Me You Do Your Thing                         | US30 (20 Wo.)US | Country1 (26 Wo.)Country | Erstveröffentlichung: 2. Februar 2004                   |
| 2004 | You Do Your Thing                                                    | — | Country22 (20 Wo.)Country | Erstveröffentlichung: 24. Juli 2004                     |
| 2004 | Gone You Do Your Thing                                               | US53 Gold · (20 Wo.)US | Country3 (28 Wo.)Country | Erstveröffentlichung: 15. November 2004                 |
| 2005 | Something to Be Proud of You Do Your Thing                           | US41 Platin · (20 Wo.)US | Country1 (27 Wo.)Country | Erstveröffentlichung: 9. Mai 2005                       |
| 2005 | She Don’t Tell Me To Something to Be Proud of: The Best of 1999–2005 | US62 (16 Wo.)US | Country5 (27 Wo.)Country | Erstveröffentlichung: 25. Oktober 2005                  |
| 2006 | Some People Change                                                   | US57 (13 Wo.)US | Country7 (27 Wo.)Country | Erstveröffentlichung: 29. August 2006                   |
| 2007 | Lucky Man Some People Change                                         | US65 (17 Wo.)US | Country1 (25 Wo.)Country | Erstveröffentlichung: 29. Januar 2007                   |
| 2007 | What Do Ya Think About That Some People Change                       | US57 (20 Wo.)US | Country3 (28 Wo.)Country | Erstveröffentlichung: 30. Juli 2007                     |
| 2008 | Back When I Knew It All                                              | US56 (18 Wo.)US | Country1 (23 Wo.)Country | Erstveröffentlichung: 25. Februar 2008                  |
| 2008 | Roll with Me Back When I Knew It All                                 | US33 (20 Wo.)US | Country1 (25 Wo.)Country | Erstveröffentlichung: 4. August 2008                    |
| 2009 | One in Every Crowd Back When I Knew It All                           | US53 (17 Wo.)US | Country5 (20 Wo.)Country | Erstveröffentlichung: 2. Februar 2009                   |
| 2009 | Long Line Of Losers Back When I Knew It All                          | — | Country23 (19 Wo.)Country | Erstveröffentlichung: 22. Juni 2009                     |
| 2010 | Outta Be More Songs About That –                                     | — | Country40 (11 Wo.)Country |                                                         |
| 2010 | While You’re Still Young –                                           | — | Country32 (16 Wo.)Country |                                                         |
| 2011 | Where I Come From Rebels on the Run                                  | US71 Platin · (15 Wo.)US | Country8 (38 Wo.)Country | Erstveröffentlichung: 25. Juli 2011                     |
| 2012 | So Called Life Rebels on the Run                                     | — | Country45 (13 Wo.)Country | Erstveröffentlichung: 30. April 2012                    |
| 2017 | Better Me Here’s to You                                              | — | Country40 (2 Wo.)Country | Erstveröffentlichung: 15. September 2017                |

## Videoalben
- 2004 You Do Your Thing (US: Gold)